# 피자마루
피자마루는 대한민국의 피자 전문 프랜차이즈이다.